# Morning Bay
Morning Bay é um subúrbio e baía vizinha de Sydney, no estado da Nova Gales do Sul, na Austrália, situado a 40 quilômetros ao norte do distrito empresarial central de Sydney, na área do governo local do Conselho de Northern Beaches. Morning Bay integra a região Northern Beaches.
Morning Bay fica no Parque Nacional Ku-ring-gai, na costa ocidental do Pittwater.